# Ján Plachetka
Ján Plachetka (Trenčín, 18 de febrer de 1945) és un jugador d'escacs eslovac, que té el títol de Gran Mestre des de 1978. El 2009 la FIDE li va atorgar el títol de FIDE Senior Trainer, el màxim títol d'entrenador internacional.
A la llista d'Elo de la FIDE del gener de 2022, hi tenia un Elo de 2308 punts, cosa que en feia el jugador número 45 (en actiu) d'Eslovàquia. El seu màxim Elo en els darrers vint anys va ser de 2459 punts, a la llista de juliol de 2005 (posició 1152 al rànquing mundial).

## Resultats destacats en competició
Va empatar al primer lloc a Polanica Zdrój el 1975. El mateix any fou campió d'Eslovàquia, quan encara era part de Txecoslovàquia. Fou 1r a Sofia el 1979, 1r a Trnava 1979 (per davant de Mark Tseitlin), i compartí el primer lloc a Estrasburg 1985. Fou membre dels equips txecoslovacs que competiren a les olimpíades d'escacs entre 1980 i 1986. El 1993 es proclamà campió d'Eslovàquia, en el primer campionat celebrat des que el país fou independent.